# Knockin’ on Heaven’s Door (Lied)
Knockin’ on Heaven’s Door ist ein Lied des US-amerikanischen Singer-Songwriters Bob Dylan aus dem Jahr 1973, das er für das Album Pat Garrett & Billy the Kid, den Soundtrack des gleichnamigen Films, geschrieben hat.

## Inhalt
Der Text des Folk-Rock-Songs bezieht sich auf die Gefühle des alternden Sheriffs Baker, der angeschossen wird und im Beisein seiner Frau den Tod erwartet. 

## Rezeption
Die Musikzeitschrift Rolling Stone nahm Knockin’ on Heaven’s Door in die Liste der 500 besten Songs aller Zeiten auf.

## Kommerzieller Erfolg

### Chartplatzierungen
| ChartsChartplatzierungen       | Höchstplatzierung | Wochen |
| ------------------------------ | ----------------- | ------ |
| Deutschland (GfK)              | 50 (1 Wo.)        | 1      |
| Vereinigte Staaten (Billboard) | 12 (16 Wo.)       | 16     |
| Vereinigtes Königreich (OCC)   | 14 (9 Wo.)        | 9      |

### Auszeichnungen für Musikverkäufe
| Land/Region                  | Auszeichnungen für Musikverkäufe (Land/Region, Auszeichnung, Verkäufe) | Verkäufe |
| ---------------------------- | ---------------------------------------------------------------------- | -------- |
| Dänemark (IFPI)              | Gold                                                                   | 45.000   |
| Italien (FIMI)               | Platin                                                                 | 70.000   |
| Neuseeland (RMNZ)            | 2× Platin                                                              | 60.000   |
| Spanien (Promusicae)         | Platin                                                                 | 60.000   |
| Vereinigtes Königreich (BPI) | Platin                                                                 | 600.000  |
| Insgesamt                    | 1× Gold · 5× Platin ·                                                  | 835.000  |

Hauptartikel: Bob Dylan/Auszeichnungen für Musikverkäufe

## Coverversionen

### Guns-N’-Roses-Version

#### Chartplatzierungen
| ChartsChartplatzierungen     | Höchstplatzierung | Wochen |
| ---------------------------- | ----------------- | ------ |
| Deutschland (GfK)            | 5 (34 Wo.)        | 34     |
| Österreich (Ö3)              | 3 (25 Wo.)        | 25     |
| Schweiz (IFPI)               | 5 (30 Wo.)        | 30     |
| Vereinigtes Königreich (OCC) | 2 (9 Wo.)         | 9      |

| ChartsJahrescharts (1992) | Platzierung |
| ------------------------- | ----------- |
| Deutschland (GfK)         | 9           |
| Österreich (Ö3)           | 9           |
| Schweiz (IFPI)            | 8           |

#### Auszeichnungen für Musikverkäufe
| Land/Region                  | Auszeichnungen für Musikverkäufe (Land/Region, Auszeichnung, Verkäufe) | Verkäufe  |
| ---------------------------- | ---------------------------------------------------------------------- | --------- |
| Australien (ARIA)            | Gold                                                                   | 35.000    |
| Brasilien (PMB)              | Platin                                                                 | 60.000    |
| Dänemark (IFPI)              | Platin                                                                 | 90.000    |
| Deutschland (BVMI)           | Gold                                                                   | 250.000   |
| Italien (FIMI)               | Platin                                                                 | 30.000    |
| Neuseeland (RMNZ)            | 2× Platin                                                              | 60.000    |
| Niederlande (NVPI)           | Platin                                                                 | 75.000    |
| Spanien (Promusicae)         | Platin                                                                 | 60.000    |
| Vereinigtes Königreich (BPI) | Platin                                                                 | 600.000   |
| Insgesamt                    | 2× Gold · 8× Platin ·                                                  | 1.260.000 |

Hauptartikel: Guns N’ Roses/Auszeichnungen für Musikverkäufe

### Weitere Coverversionen
Ursprünglich wurde das Lied als relativ langsamer Song aufgenommen, später wurde er in vielen Geschwindigkeiten und Stilrichtungen gecovert, wobei die bekanntesten Versionen die von Eric Clapton aus dem Jahr 1975 und die von Guns N’ Roses aus dem Jahr 1991 sind. 1997 nahm die deutsche Rockband Selig eine neue Version auf, die als Titelsong des gleichnamigen Films fungierte, der von zwei Krebskranken handelt, die kurz vor ihrem Lebensende noch einmal das Leben genießen.
Mit Dylans Einverständnis schrieb der aus Dunblane stammende Musiker Ted Christopher eine neue Strophe für den Song, in Erinnerung an die beim Schulmassaker 1996 in Dunblane ums Leben gekommenen Kinder und ihre Lehrerin. Die Aufnahme, in der Mark Knopfler Gitarre spielt und Brüder und Schwestern der Opfer den Refrain singen, erreichte Platz 1 der britischen Hitparade; die Erlöse gingen an Kinderhilfswerke.
Eine weitere Version gibt es von Randy Crawford, die den Song 1989 mit Eric Clapton an der Gitarre und David Sanborn am Saxophon veröffentlichte. Eine Besonderheit stellt der Song Rise der Sängerin Gabrielle von 1999 dar. Er basiert auf einem von Bob Dylan autorisierten Sample von Knockin’ On Heaven’s Door und nutzt das Harmoniefundament dieses Songs. Das letzte, 2003 erschienene Album The Wind von Warren Zevon enthält auch ein Cover, das einzige, das er jemals aufnahm; er starb kurz nach der Veröffentlichung. Auf dem 2007 veröffentlichten Album Dylanesque von Bryan Ferry ist neben anderen Songs von Bob Dylan auch eine weitere Coverversion von Knockin’ on Heaven’s Door erschienen.

### Angelehnte Projekte
Die deutsche Kabarettgruppe Herbert Knebels Affentheater parodierte das Stück unter dem Titel Nackend am Baggerloch. Mike Krüger veröffentlichte eine Version unter dem Titel Nack-, nack-, nackig an der Himmelstür. Die deutsche Band Quietschboys sang Nag-, nag-, naggisch middm hadde Roer im hessischen Dialekt. Eine plattdeutsche Version mit eigenem Text (Lockiget Hoor) veröffentlichte Ina Müller auf ihrer CD Die Schallplatte – nied opleggt (2009), die ausschließlich plattdeutsche Coverversionen internationaler Hits enthält. Eine bairische Version der bavarian folk band IRXN gibt es auch: Nackln an der Himmelstür.
Eine von Nina Hagen und Herman Brood mit eigenem Text versehene Variante ist in dem Film Cha Cha von 1979 zu hören. Die beiden sangen den Song – allerdings mit Originaltext – auch mehrmals live.